# Esther Jaén
Esther Jaén (Barcelona el 6 de abril de 1968) es una periodista española.

## Biografía
Licenciada en Ciencias de la Información por la Universidad Autónoma de Barcelona, inicia su actividad profesional en 1990 en la Cadena SER como corresponsal política. Permanece en la emisora hasta 1997. Compagina esa labor con la de columnista en la revista Tiempo.
Más adelante es nombrada delegada en Madrid de COM Ràdio, puesto que ocupa hasta 2006.
Iniciada la década de 2000, colabora como columnista en el Diario La Razón y se introduce en los medios audiovisuales, colaborando, en radio, en el espacio de Onda Cero La Brújula. En televisión su trayectoria como analista política y tertuliana incluye los programas 59 segundos (2005-2007) en Televisión española, Madrid opina (2007-2011) en Telemadrid, El gato al agua en Intereconomía TV (2008-2012), La vuelta al mundo (2010) en Veo7, De hoy a mañana (2011)  y Más claro agua (2013-2016) en 13tv, Al quite y No nos moverán en Castilla-La Mancha Televisión, Las mañanas de Cuatro en Cuatro, DBT (2011-2013) en Canal Nou y Aragón en abierto en Aragón Televisión.
Ha colaborado en los programas Los desayunos de TVE y La mañana de La 1 en La 1 (2012-2020), y lo sigue haciendo en La noche en 24 horas en 24 horas (TVE) (2012-actualidad), , El cascabel en 13tv, Buenos días, Madrid en Telemadrid,  El Círculo en La Otra y 24 horas en RNE
Fue columnista del diario Público (2007-2009). Además, colaboró con el periódico elplural.com y también columnista del periódico La Gaceta. Es socia cofundadora y escritora del diario en línea Cuarto Poder. También es autora de los libros Los hijos del César (2005), Cómo ser un político y no morir en el intento (2006) y coautora de Zapatero el Rojo (2008).

## Publicaciones
- Los hijos del César (2005)
- Cómo ser un político y no morir en el intento (2006)
- Zapatero el Rojo (2008) -coautora-